# 滋賀村
滋賀村（しがむら）は、滋賀県滋賀郡にあった村。現在の大津市中心部の北方、琵琶湖の沿岸、湖西線の大津京駅から唐崎駅の南側にかけての地域にあたる。

## 地理
- 湖沼：琵琶湖
- 河川：柳川、際川

## 歴史
- 1889年（明治22年）4月1日 - 町村制の施行により、山上村・漣村・錦織村・南滋賀村・山中村・滋賀里村の区域をもって発足。
- 1932年（昭和7年）5月10日 - 大津市に編入。同日滋賀村廃止。

## 交通

### 鉄道路線
- 江若鉄道
  - 江若鉄道線
    - 滋賀駅
- 京阪電気鉄道
  - 石山坂本線
    - 山上駅 - 漣駅 - 錦織駅（現・近江神宮前駅） - 南滋賀駅 - 滋賀里駅

路線と駅の改廃については各路線の項目を参照。現在は旧村域に石山坂本線の京阪大津京駅（山上駅・漣駅の代替）、湖西線の大津京駅が所在。大津市への編入後は石山坂本線の水耕農場前駅と江若鉄道線の競輪場前駅 (臨時駅)も設置されたがすでに廃止されている。

### 道路
- 西近江路（現・国道161号）